# Neogurelca mulleri
Neogurelca mulleri là một loài bướm đêm thuộc họ Sphingidae. Loài này có ở México.